# Championnat d'Italie de football de deuxième division 2017-2018
Navigation
Serie B 2016-2017 Serie B 2018-2019
Le championnat de Serie B 2017-2018 est la 86e édition de la deuxième division italienne.

## Compétition

### Présentation
Les vingt-deux équipes participantes sont les suivantes :
| Équipe                                 | Ville         | Stade                         | Capacité | Saison 2016–2017        |
| -------------------------------------- | ------------- | ----------------------------- | -------- | ----------------------- |
| Ascoli Picchio Football Club 1898      | Ascoli Piceno | Stade Cino-et-Lillo-Del-Duca  | 10 887   | 15e de Serie B          |
| Unione Sportiva Avellino 1912          | Avellino      | Stade Partenio                | 10 215   | 17e de Serie B          |
| Football Club Bari 1908                | Bari          | Stade San Nicola              | 58 270   | 12e de Serie B          |
| Brescia Calcio                         | Brescia       | Stade Mario-Rigamonti         | 16 743   | 14e de Serie B          |
| Carpi Football Club 1909               | Carpi         | Stade Alberto-Braglia         | 5 510    | 7e de Serie B           |
| Associazione Calcio Cesena             | Cesena        | Stade Dino-Manuzzi            | 23 860   | 13e de Serie B          |
| Associazione Sportiva Cittadella       | Cittadella    | Stade Pier-Cesare-Tombolato   | 7 623    | 6e de Serie B           |
| Unione Sportiva Cremonese              | Crémone       | Stade Giovanni-Zini           | 20 641   | 1er de Série C groupe A |
| Empoli Football Club                   | Empoli        | Stade Carlo-Castellani        | 16 800   | 18e de Serie A          |
| Foggia Calcio                          | Foggia        | Stade Pino-Zaccheria          | 16 798   | 1er de Série C groupe C |
| Frosinone Calcio                       | Frosinone     | Stade Benito-Stirpe           | 16 125   | 3e de Serie B           |
| Novare Calcio                          | Novare        | Stade Silvio-Piola            | 17 875   | 9e de Serie B           |
| Unione Sportiva Città di Palermo       | Palerme       | Stade Renzo-Barbera           | 36 349   | 19e de Serie A          |
| Parme Calcio 1913                      | Parme         | Stade Ennio-Tardini           | 27 906   | 2e de Série C groupe B  |
| Associazione Calcistica Pérouse Calcio | Pérouse       | Stade Renato-Curi             | 23 125   | 4e de Serie B           |
| Delfino Pescara 1936                   | Pescara       | Stade Adriatico               | 20 515   | 20e de Serie A          |
| Football Club Pro Verceil 1892         | Verceil       | Stade Silvio-Piola            | 5 500    | 16e de Serie B          |
| Unione Sportiva Salernitana 1919       | Salerne       | Stade Arigis                  | 31 300   | 11e de Serie B          |
| Spezia Calcio                          | La Spezia     | Stade Alberto-Picco           | 10 290   | 8e de Serie B           |
| Ternana Unicusano Calcio               | Terni         | Stadio Libero Liberati        | 17 460   | 18e de Serie B          |
| Venise Football Club                   | Venise        | Stade Pier-Luigi-Penzo        | 7 450    | 1er de Série C groupe B |
| Virtus Entella                         | Chiavari      | Stade Communale Aldo-Gastaldi | 5 535    | 10e de Serie B          |

### Changements d'entraîneur
| Club         | Entraîneur partant    | Motif du départ     | Date de départ    | Position   | Entraîneur arrivant          | Date d'arrivée   |
| ------------ | --------------------- | ------------------- | ----------------- | ---------- | ---------------------------- | ---------------- |
| Ascoli       | Alfredo Aglietti      | Fin du contrat      | 1er juin 2017     | Pré saison | Fulvio Fiorin & Enzo Maresca | 1er juin 2017,   |
| Bari         | Stefano Colantuono    | Fin du contrat      | 13 juin 2017      | Pré saison | Fabio Grosso                 | 13 juin 2017     |
| Brescia      | Luigi Cagni           | Fin du contrat      | 3 juin 2017       | Pré saison | Roberto Boscaglia            | 3 juin 2017      |
| Carpi        | Fabrizio Castori      | Consentement mutuel | 12 juin 2017      | Pré saison | Antonio Calabro              | 14 juin 2017     |
| Frosinone    | Pasquale Marino       | Consentement mutuel | 14 juin 2017      | Pré saison | Moreno Longo                 | 14 juin 2017     |
| Novara       | Roberto Boscaglia     | Signé par Brescia   | 3 juin 2017       | Pré saison | Eugenio Corini               | 14 juin 2017     |
| Pro Vercelli | Moreno Longo          | Signé par Frosinone | 14 juin 2017      | Pré saison | Gianluca Grassadonia         | 14 juin 2017     |
| Spezia       | Domenico Di Carlo     | Fin de contrat      | 14 juin 2017      | Pré saison | Fabio Gallo                  | 14 juin 2017     |
| Perugia      | Cristian Bucchi       | Signé par Sassuolo  | 20 juin 2017      | Pré saison | Federico Giunti              | 23 juin 2017     |
| Empoli       | Giovanni Martusciello | Consentement mutuel | 20 juin 2017      | Pré saison | Vincenzo Vivarini            | 21 juin 2017     |
| Palermo      | Diego Bortoluzzi      | Fin de contrat      | 21 juin 2017      | Pré saison | Bruno Tedino                 | 22 juin 2017     |
| Ternana      | Fabio Liverani        | Fin de contrat      | 30 juin 2017      | Pré saison | Sandro Pochesci              | 9 juin 2017      |
| Cesena       | Andrea Camplone       | Renvoi              | 30 septembre 2017 | 22e        | Fabrizio Castori             | 1er octobre 2017 |
| Brescia      | Roberto Boscaglia     | Renvoi              | 12 octobre 2017   | 15e        | Pasquale Marino              | 12 octobre 2017  |
| Perugia      | Federico Giunti       | Renvoi              | 24 octobre 2017   | 15e        | Roberto Breda                | 26 octobre 2017  |
| V. Entella   | Gianpaolo Castorina   | Renvoi              | 5 novembre 2017   | 19e        | Alfredo Aglietti             | 6 novembre 2017  |
| Ascoli       | Fulvio Fiorin         | Renvoi              | 7 décembre 2017   | 22e        | Serse Cosmi                  | 7 décembre 2017  |
| Salernitana  | Alberto Bollini       | Renvoi              | 11 décembre 2017  | 11e        | Stefano Colantuono           | 12 décembre 2017 |
| Empoli       | Vincenzo Vivarini     | Renvoi              | 16 décembre 2017  | 5e         | Aurelio Andreazzoli          | 17 décembre 2017 |
| Pro Vercelli | Gianluca Grassadonia  | Renvoi              | 16 décembre 2017  | 20e        | Gianluca Atzori              | 17 décembre 2017 |

### Classement
| Rang | Équipe              | Pts  | J  | G  | N  | P  | Bp | Bc | Diff |
| ---- | ------------------- | ---- | -- | -- | -- | -- | -- | -- | ---- |
| 1    | Empoli FC R         | 85   | 42 | 24 | 13 | 5  | 88 | 49 | +39  |
| 2    | Parme Calcio 1913 P | 72   | 42 | 21 | 9  | 12 | 57 | 37 | +20  |
| 3    | Frosinone Calcio    | 72   | 42 | 19 | 15 | 8  | 65 | 47 | +18  |
| 4    | US Palerme R        | 71   | 42 | 18 | 17 | 7  | 59 | 39 | +20  |
| 5    | Venise P            | 67   | 42 | 17 | 16 | 9  | 56 | 42 | +14  |
| 6    | AS Cittadella       | 66   | 42 | 18 | 12 | 12 | 61 | 48 | +13  |
| 7    | FC Bari             | 65-2 | 42 | 18 | 13 | 11 | 59 | 48 | +11  |
| 8    | AS Pérouse          | 60   | 42 | 16 | 12 | 14 | 67 | 58 | +9   |
| 9    | Foggia P            | 58   | 42 | 16 | 10 | 16 | 66 | 68 | -2   |
| 10   | Spezia Calcio       | 53   | 42 | 13 | 14 | 15 | 46 | 45 | +1   |
| 11   | Carpi               | 52   | 42 | 12 | 16 | 14 | 32 | 46 | -14  |
| 12   | US Salernitana      | 51   | 42 | 11 | 18 | 13 | 51 | 58 | -7   |
| 13   | Cesena              | 48   | 42 | 11 | 17 | 14 | 55 | 61 | -6   |
| 14   | Cremonese P         | 48   | 42 | 9  | 21 | 12 | 48 | 47 | +1   |
| 15   | Avellino            | 48   | 42 | 11 | 15 | 16 | 49 | 60 | -11  |
| 16   | Brescia Calcio      | 48   | 42 | 11 | 15 | 16 | 41 | 52 | -11  |
| 17   | Pescara R           | 48   | 42 | 11 | 15 | 16 | 50 | 64 | -14  |
| 18   | Ascoli              | 46   | 42 | 11 | 13 | 18 | 40 | 60 | -20  |
| 19   | Virtus Entella      | 44   | 42 | 10 | 14 | 18 | 41 | 54 | -13  |
| 20   | Novare Calcio       | 44   | 42 | 10 | 14 | 18 | 42 | 52 | -10  |
| 21   | Pro Verceil         | 40   | 42 | 9  | 13 | 20 | 47 | 70 | -23  |
| 22   | Ternana             | 37   | 42 | 7  | 16 | 19 | 62 | 77 | -15  |

| Légende : Qualifications et relégations | Légende : Qualifications et relégations     |
| --------------------------------------- | ------------------------------------------- |
|                                         | Promu en Serie A                            |
|                                         | Qualifié pour les barrages de promotion     |
|                                         | Relégation financière en Serie D            |
|                                         | relégation en troisième division            |
|                                         | P : Promu de Serie C R : relégué de Serie A |

### Barrages pour l'accession à la Serie A
|  | Quarts de finale | Quarts de finale | Quarts de finale | Quarts de finale |               |               | Demi-finales | Demi-finales | Demi-finales | Demi-finales |  |  | Finale | Finale | Finale | Finale |
|  |                  |                  |                  |                  |               |               |              |              |              |              |  |  |        |        |        |        |
|  |                  |                  |                  |                  |               |               |              |              |              |              |  |  |        |        |        |        |
|  |                  |                  |                  |                  |               |               |              |              |              |              |  |  |        |        |        |        |
|  | Venise           | Venise           | 3                | 3                |               |               |              |              |              |              |  |  |        |        |        |        |
|  | Venise           | Venise           | 3                | 3                |               |               |              |              |              |              |  |  |        |        |        |        |
|  | AS Pérouse       | AS Pérouse       | 0                | 0                |               |               |              |              |              |              |  |  |        |        |        |        |
|  | AS Pérouse       | AS Pérouse       | 0                | 0                | Venise        | Venise        | 1            | 0            |              |              |  |  |        |        |        |        |
|  |                  |                  |                  |                  | Venise        | Venise        | 1            | 0            |              |              |  |  |        |        |        |        |
|  |                  |                  | US Palerme       | US Palerme       | 1             | 1             |              |              |              |              |  |  |        |        |        |        |
|  |                  |                  |                  |                  | 1             | 1             |              |              |              |              |  |  |        |        |        |        |
|  |                  |                  |                  |                  |               |               |              |              |              |              |  |  |        |        |        |        |
|  |                  |                  |                  |                  |               |               |              |              |              |              |  |  |        |        |        |        |
|  | US Palerme       | US Palerme       | 2                | 0                |               |               |              |              |              |              |  |  |        |        |        |        |
|  | US Palerme       | US Palerme       | 2                | 0                |               |               |              |              |              |              |  |  |        |        |        |        |
|  |                  |                  | Frosinone Calcio | Frosinone Calcio | 1             | 2             |              |              |              |              |  |  |        |        |        |        |
|  | AS Cittadella    | AS Cittadella    | Frosinone Calcio | Frosinone Calcio | 1             | 2             | 2 ap         | 2 ap         |              |              |  |  |        |        |        |        |
|  | AS Cittadella    | AS Cittadella    |                  |                  |               |               |              |              |              |              |  |  |        |        |        |        |
|  | FC Bari          | FC Bari          | 2                | 2                |               |               |              |              |              |              |  |  |        |        |        |        |
|  | FC Bari          | FC Bari          | 2                | 2                | AS Cittadella | AS Cittadella | 1            | 1            |              |              |  |  |        |        |        |        |
|  |                  |                  |                  |                  | AS Cittadella | AS Cittadella | 1            | 1            |              |              |  |  |        |        |        |        |
|  |                  |                  | Frosinone Calcio | Frosinone Calcio | 1             | 1             |              |              |              |              |  |  |        |        |        |        |
|  |                  |                  |                  |                  | 1             | 1             |              |              |              |              |  |  |        |        |        |        |
|  |                  |                  |                  |                  |               |               |              |              |              |              |  |  |        |        |        |        |
|  |                  |                  |                  |                  |               |               |              |              |              |              |  |  |        |        |        |        |
|  |                  |                  |                  |                  |               |               |              |              |              |              |  |  |        |        |        |        |
|  |                  |                  |                  |                  |               |               |              |              |              |              |  |  |        |        |        |        |

### Meilleurs buteurs
Le meilleur buteur du championnat est Francesco Caputo (26 buts). Alfredo Donnarumma (23 buts), et Samuel Di Carmine (22 buts), complètent le podium.